# Kalamata
Kalamata (gr. Καλαμάτα), wcześniej Kalame, jeszcze dawniej Kalamai (Καλάμαι), w okresie mykeńskim Fares (Φαρές) – miasto w Grecji, na południowo-zachodnim Peloponezie, w administracji zdecentralizowanej Peloponez, Grecja Zachodnia i Wyspy Jońskie, w regionie Peloponez, w jednostce regionalnej Mesenia. Siedziba gminy Kalamata. W 2011 roku liczyło 54 100 mieszkańców.

## Historia
Miasto wspominane już w czasach Homera. Była pierwszym greckim miastem, wyzwolonym w wielkim powstaniu narodowym, 23 marca 1821. 9 września 1944, tj. w 5 dni po opuszczeniu jej przez Niemców, miejsce bitwy pomiędzy greckimi, hitlerowskimi Batalionami Bezpieczeństwa, a partyzantami ELAS. Obecnie miasto o nowoczesnym wyglądzie, dzięki odbudowie, po dwóch z rzędu niszczących trzęsieniach ziemi z września 1986 roku.

## Gospodarka
Okręg słynie masową produkcją najwyższej jakości oliwy i oliwek. Najbardziej znany wyrób, od poprzedniej nazwy miasta zwany oliwkami Kalamon Elies Kalamon – Ελιές Καλαμών, może dość znacznie różnić się smakiem, zależnie od producenta.

## Transport
Z Aten do Kalamaty prowadzi 231-kilometrowa autostrada. Działa morski port handlowy i rybacki, ze stałymi połączeniami do Aten, na Wyspy Jońskie i Kretę. Zupełnej modernizacji poddana została linia kolejowa, a dawna stacja stanowi dziś muzeum kolejnictwa.

## Współpraca
- Amjun, Liban
- Aglandzia, Cypr
- Bizerta, Tunezja
- Xi’an, Chińska Republika Ludowa